# Ulrich Staudigl
Ulrich Staudigl, auch Udalricus Staudigl und Augustinus Staudigl (* 9. Oktober 1644 in Landsberg am Lech; † 8. März 1720 in Andechs) war ein deutscher Arzt, Prior des Klosters Andechs und Mitglied der Gelehrtenakademie „Leopoldina“.

## Leben
Ulrich (Udalrich oder auch Udalricus) Staudigl wurde als Sohn eines Bierbrauers in Landsberg am Lech geboren. In Landsberg am Lech besuchte Staudigl die niederen Schulen. Er studierte Scholastik in Dillingen, danach betrieb er höhere Studien der Theologie und Philosophie in Salzburg. Er wurde Profoss des Ordens St. Benedict und legte am 1. November 1664 sein Ordensgelübde ab. Er wurde zudem Prokurator der bayerisch-benediktinischen Congregation. Man schickte ihn als Generalprokurator nach Rom, da die Baierischen Benediktiner Klöster in eine Congregation, nach dem Muster ähnlicher Benediktiner Congregationen in andern Ländern, zusammen zu treten wünschten. Diese Congration kam auch im Jahre 1684 zu Stande. Ulrich Staudigl studierte in Rom Civilrecht und Arzneywissenschaft und wurde Doktor der Philosophie, Medizin und Theologie sowie der Rechte. Dann wurde er zum Prior des Klosters Andechs auf dem Heiligen Berge berufen. Er avancierte zudem zum obersten Oekonomie-Verwaltungsrat. Ulrich Staudigl schrieb in lateinischer Sprache und sprach französisch und italienisch.
Prior Ulrich Staudigl forschte zur Insektenstichallergie und beschrieb einen Imker, der von mehreren Bienen gestochen worden war. Staudigl musste schon Anfang des 18. Jahrhunderts Verfolgungen ausstehen, weil er elektrische Experimente, die man für Zauberkünste hielt, in seinem Kloster zeigte.
Ulrich Staudigl verknüpfte aristotelisch-scholastische Kategorienlehre mit Gedanken des Rationalisten René Descartes und der Empirie Francis Bacons.
Am 20. April 1701 wurde Ulrich Staudigl mit dem akademischen Beinamen Pittacus I. als Mitglied (Matrikel-Nr. 247) in die Leopoldina aufgenommen. Er gehörte der Sektion Medizin an.

## Werke
- Omnium scientiarum et artium Organon universale, seu Logica practica, ad omnium scibilium penetralia aggressum demonstrans, ingressum promovens, et progressum facilitans, nova penitus methodo concepta, ad praxin ipsam solide elaborata, quam multiplicibus, tam curiosis exemplis et paradigmatis adornata. 8. Romae ex typographia Angeli Bernabo. 1686.
- mit Filippo Picinelli: Tributa Encomiorum, Heroicis Quorundam Sanctorum Virtutibus Oblata, 1697. Digitalisat
- Tractatus de studiis monasticis, divisus in tres partes, cum recensione principalium difficultatum, quae qualibet in saecula occurere solent in lectione Originalium Catalogo quoque selectorum librorum, pro instruenda bibliotheca quadam ecclesiastica, conscriptus a Joan. Mabillon religioso Benedictino congregationis S. Mauri, nunc autem in linguam latinam translatas juxta secundam editionem revisam et eorrectam. 8. Campiduni 1702.